# Automeris curvilinea
Automeris curvilinea é uma espécie de mariposa do gênero Automeris, da família Saturniidae.
Sua ocorrência foi registrada no Brasil, Equador, Guiana Francesa, Peru e Suriname.